# 七龍珠 (動畫)
《七龍珠》（日語：ドラゴンボール），改編自日本漫畫作家鳥山明在集英社刊載的同名漫畫《七龍珠》第001話至第194話的內容的電視動畫節目，被這個系列的影迷通稱「無印」或「初代」。於1986年2月26日至1989年4月19日在富士電視台播放，總共153話播映結束之後的故事是由《七龍珠Z》接續下去。

## 概要
動畫版是由東映動画（現・東映ANIMATION）製作，《七龍珠》、《七龍珠Z》、《七龍珠GT》每個星期三 19:00 - 19:30（日本時間）在日本的富士電視台放映。《七龍珠改》與《七龍珠超》每個星期日 9:00 - 9:30（日本時間）也在富士電視台放映。《七龍珠》、《七龍珠Z》和《七龍珠GT》的三部作品中總共放映508話與3話的電視特別節目，以及17部電影版系列。
《七龍珠》、《七龍珠Z》基本遵循它的原作《七龍珠》漫畫，但是為了避免進度追趕上原作進度，所以增加許多原創情節、故事：「火燄山婚禮篇」、「魔凶星篇」、「那個世界武道會篇」並考慮它的原作是週刊漫畫，如果以動畫進行處理，劇情內容不足以容納一話約20分鐘的動畫節目，所以額外為它加入許多原創和細節調整。在《七龍珠Z》中，製作動畫獨有的場景和情節，有些是基於漫畫作者鳥山明的想法。在《七龍珠》、《七龍珠Z》中，鳥山明基本上沒有參與故事創作，鳥山“我沒有參與”。鳥山對“您認為原作和動畫是不同的東西嗎？”的問題回答了“我確實有這種感覺，但是我不可能每週都仔細檢查動畫版本。我認為自己最好避免談論它的動畫版本。”“我基本上不會幫動畫做太多事情。我覺得把它留給工作人員自己去處理就好了。”“我對動畫版本沒有任何特殊要求，因為在製作動畫時我將所有東西都留給工作人員去做。但是，過了一會兒，我覺得有時走得偏離健全完美，只有那時我有點擔心，所以我記得有提出一些不滿來提醒他們。”
本作跟之後《七龍珠Z》相較之下，有較多的冒險故事描述。七龍珠電視動畫主要分成三個篇章：第22回天下第一武道會前孫悟空的『修行之旅篇』，與神的下屬修行的『天界修行篇』，第23回天下第一武道會結束後經過5話，悟空與琪琪結婚的『火焰山婚禮篇』。
鳥山：“說實話，動畫剛開始時，總覺得有《怪博士與機器娃娃》般的溫柔，稍微有點甜，不怎麼喜歡，不過好像比以前可愛。”原作的作者鳥山明在《七龍珠大全集》第3集說過「我偏向把一切都交給他們。所以我沒提出過什麼要求。唯獨是有一次，在一段時間之後，我覺得不太完美，所以我警告了他們。」「有點過於沿用《怪博士與機器娃娃》的鮮豔色調了吧。」
紅領巾軍篇，在原作同樣也有《怪博士與機器娃娃》的人物登場。動畫的電視公司工作人員是相同的，因此也採用了漫畫《怪博士與機器娃娃》與前一個節目動畫《丁小雨》的角色「丁小雨」。將效果音與背景音樂也一起使用，將氣氛忠實呈現。另外，丁小雨在劇場版《七龍珠 摩訶不思議大冒險》也有登場。
除了設計師辻忠直以外的工作人員，前一檔節目《怪博士與機器娃娃》中繼承的東映動畫的工作人員陣容，劇本、作畫導演、演出、美術等也從前一檔節目《怪博士與機器娃娃》中繼承了下來。但與原作的人氣相反，收視率也從逐漸上升之後，馬上跌落了。當時，鳥山擔任編輯的鳥嶋和彥看了動畫版悟空貫穿比克大魔王的場面，覺得「《怪博士與機器娃娃》的甜美感覺還一直沿用，動作沒有連貫到」而它的收視率降低了：「這可不行啊！」於是和富士電視台商量後，決定汰換掉一部分的製作人和製作小組來加入一些《聖鬥士星矢》的動畫師、導演和腳本家來製作。从悟空長大和悟飯登場的地方以全新面貌开始，向上申報新的製作經費，打算改变它成为了新节目《龍珠Z》。
放映途中萬代說道：《新怪博士與機器娃娃》的上一檔節目《怪博士與機器娃娃》相比，關聯商品銷售不佳。當時的東映動畫也同時期表示『聖鬥士星矢』的商品化收入更多。鳥嶋和彥在第一部《七龍珠 神龍之謎》熱賣後，就通過當時的代理提出要從贊助商手中退出。對於萬代的橋本真司，鳥嶋和彥說「那麼，因為要取消遊戲的許可，所以沒有第二部了」，從而取消了演講。贊助商的遊戲化全部拒絕了。
平均收視率：21.2%（關東地區）、最高收視率：29.5%（1987年1月21日放送　第47話「KAME HOUSE発見さる!!」・関東地區）
日本的萬代南夢宮•集英社•東映動畫出品的官方《龍珠》電子遊戲中，《龍珠》的戰士稱為「龍珠戰士」，原作漫畫《龍珠》稱為「龍隊」。

## 獎項
1988年《七龍珠(動畫)》受動畫雜誌『PIFジャーナル』的電視Animation部門獲賞「金のトリュフ賞」。
1991年《七龍珠(動畫)》『クラブドロテ』優秀アニメーション賞第1位。

## 故事概要
前言
世界上有七顆直徑10公分、每顆都各自刻有星星名為「七⿓球」的七龍珠散布在各地，只要集齊七龍珠可以召喚出神龍實現願望。
行之旅篇
第001話~第083話
孫悟空被布瑪帶出深山一起尋找七龍珠，在結束搜尋後與克林一起拜龜仙人為師學習武術，修行完畢後兩人參加第21屆天下第一武道會，最後悟空在決賽敗給由龜仙人假扮的陳龍後又在此開始尋找七龍珠，但是在搜尋途中卻遇上意圖利用七龍珠征服世界的紅緞帶軍。由於悟空打倒紅緞帶軍多個將領，紅緞帶軍聘用桃白白來應對，悟空也因此被打敗，後來接受凱里神的修練，成功打倒桃白白並且消滅紅緞帶軍。
天界行篇
第084話~第148話
3年後悟空與飲茶及克林參加第22屆天下第一武道會，但卻遇上也有參加武道會的鶴仙人徒弟天津飯及餃子，最後悟空在決賽被打敗，天津飯取得優勝，但此時克林卻被比克大魔王的手下殺害，悟空為此挑戰比克大魔王但是卻戰敗。
後來悟空接受凱里神的試煉後，最後以龍拳成功打倒比克大魔王，但是比克大魔王卻在臨死前產下自己的兒子比克，悟空也因此接受神的修練。三年後悟空等人一起參加第23屆天下第一武道會，比克也為父報仇而參加，最後悟空在決賽打敗比克取得優勝。
火焰山婚禮篇
第149話~第153話
就是悟空跟琪琪兩人結婚典禮，之後拯救八卦爐。電視節目動畫《七龍珠》的故事也到這裏圓滿結束，緊接著是發生在五年之後《七龍珠Z》的故事。

## 登場人物
孫悟空
配音：野澤雅子（日本）；呂佩玉、馮嘉德、方雪莉→賀世芳（台灣）；王曉燕→劉藝（遼藝）
小時候被丟棄在山裡的時候，被孫悟飯養育長大。因為爺爺的武功訓練有著強壯的手臂，他與布瑪一起探尋龍珠旅行，以世界為舞臺展開心跳不已的大冒險。
布瑪
配音：鶴弘美（日本）；賀世芳→丘梅君（台灣）；郝琳傑（遼藝）
想要帥氣的男朋友！為了實現這個願望，收集七顆什麼都實現的龍珠而旅行。她是帶領悟空旅行的罪魁禍首。她也是製作膠囊的布裏夫博士的二女，膠囊公司的繼承人。性格是……。
克林
配音：田中真弓（日本）；馮友薇（台灣）；賈麗娜（遼藝）
原本是多林寺門下的弟子，因為無法忍受被欺淩而逃了出來。此後，在龜仙人下與悟空一起接受了修行。最初對悟空是勁敵，不過，由於共同做了嚴厲的修行成為悟空的最要好的朋友。其實他沒有鼻子……。
飲茶
配音：古谷徹（日本）；魏伯勤（台灣）；張文漁（遼藝）
原本是沙漠地帶的盜賊襲擊了悟空，利用悟空用龍珠來治好對女性面前害羞的性格，他決定幫助悟空。結果，通過和布瑪互動慢慢解決了一連串的困境。
龜仙人（亀仙人）
配音：宮內幸平（日本）；符爽（台灣）；方樹橋（遼藝）
龜仙流武術的創始者，非常好色的爺爺。被稱為世界上最強的武天老師的傳說中的武道家。既是悟空和克林和飲茶的師傅，同時也是悟空的祖父孫悟飯和琪琪父親牛魔王的師傅。
琪琪（チチ）
配音：莊真由美（日本）；賀世芳→馮友薇（台灣）；劉海霞（遼藝）
牛魔王的女兒，原本是武道家，後來嫁給悟空成為家庭主婦。
天津飯
配音：鈴置洋孝（日本）；符爽（台灣）；滕奎興（遼藝）
以成為殺手為目標，在鶴仙人手下接受修行。第二十二屆天下第一武道會與飲茶，成龍，悟空對戰。在與悟空的戰鬥中，找到自己戰鬥的意義，背叛了鶴仙人。渴望變強的第三個武道家。
餃子
配音：江森浩子（日本）；劉海霞（遼藝）
與天津飯一起在鶴仙人下應該成為殺手接受修行。除了鶴仙流的奧義洞洞波以外，還有舞空術等超能力。因為不擅長計算，所以有如果不使用手指就不能加法和減法這樣的習慣。
比克大魔王（ピッコロ大魔王）
配音：青野武（日本）；符爽（台灣）；於振波（遼藝）
企圖征服世界的惡性化身。原本和神是同一個人。曾經被龜仙人和鶴仙人的師父武泰鬥的魔封波封印復活了。用龍珠得到年輕，再次舉起世界征服，不過被悟空擊敗了。
魔二代（マジュニア）
配音：古川登志夫（日本）；符爽（台灣）；姚居德（遼藝）
被悟空打敗的大魔王在死前產下的分身。為了殺死阻擋世界制服野心的孫悟空，參加了第二十三屆天下第一武道會。與克林展開生死鬥之後，於決賽與孫悟空對戰。因緣對決的冠軍會是……！？

## 工作人員
- 企劃：土屋登喜蔵、清水賢治、七條敬三 、森下孝三（東映動畫）[23]
- 原作：鳥山明（集英社『JUMP COMICS』刊載）
- 製作擔當：岸本松司
- 劇本統籌：小山高生（131-153話）
- 音樂：菊池俊輔
- 人物設計：前田實（前田みのる）
- 片頭與片尾作畫：前田實[24]（前田みのる）
- 片頭與片尾分鏡：西尾大介[24]
- 片頭設定：辻忠直（1-153話）、池田祐二（102-153話）
- 總導演：岡崎稔、西尾大介
- 富士電視台製作人：土屋登喜蔵（1-101話）、清水賢治（1-28話、92-153話）、石川順一（131話、132話）
- 美術進行：森英樹→中村實
- 特殊效果：橋本由香里、山本公、熊井芳貴、朝沼清良、中島正之、青木麻美、櫻田和哉、平尾千秋、河內正行
- 攝影：池上元秋、鈴木典子、佐伯清、佐藤隆郎、中村哲、立仙俊裕、大藤哲生、前原勝則
- 編輯：福光伸一
- 錄音：二宮健治
- 效果：新井秀德（Fizz Sound Creation）
- 選曲：宮下滋
- 音效導演：小松亘弘
- 演出進行：上田芳裕、石川敏浩、橋本光夫
- 演出助手：橋本光夫、佐藤豐、上田芳裕、石川敏浩、上村康宏
- 製作進行：橋本光夫、末永雄一、哲目達也、山口彰彥
- 海報：小暮雄一→重岡由美子（富士電視台）
- 工作室：TAVAC（日语：タバック）
- 顯像：東映化學
- 製作：富士電視台、東映動畫
- 版權所有：BIRD STUDIO／集英社・富士電視台・東映動畫

## 主題曲
片頭曲，大多記載，但正確的歌曲名稱應該是。
| 類別   | 歌曲                                   | 作詞     | 作曲     | 編曲     | 歌              |
| ------ | -------------------------------------- | -------- | -------- | -------- | --------------- |
| 片頭曲 | 「不可思議的冒險」（魔訶不思議アドベンチャー!）                 | 森由里子 | 池毅     | 田中公平 | 高橋洋樹        |
| 片尾曲 | 「」（給你羅曼蒂克）                   | 吉田健美 | 池毅     | 田中公平 | 橋本潮          |
| 挿入歌 | 「」（28、86、95話）（目標是天下第一） | 吉田健美 | 池毅     | 京田誠一 | 高橋洋樹        |
| 挿入歌 | 「」（29話）（不可思議的Wonder land）  | 吉田健美 | 池毅     | 京田誠一 | WonderlandGang  |
| 挿入歌 | 「」（龍珠傳說）（30、33、35、76話）   | 泉兔角   | 池毅     | 京田誠一 | 高橋洋樹        |
| 挿入歌 | 「」（43話）（孫悟空之歌）             | 河岸亞砂 | 菊池俊輔 | 神保正明 | 野澤雅子        |
| 挿入歌 | 「」（48話）                           | 吉田健美 | 池毅     | 田中公平 | Wonderland Gang |
| 挿入歌 | 「」（65話）                           | 吉田健美 | 池毅     | 山本健司 | Wonderland Gang |
| 挿入歌 | 「」（78話）                           | 森由里子 | 池毅     | 京田誠一 | 高橋洋樹        |
| 挿入歌 | 「」（87話）                           | 井上敏樹 | 池毅     | 京田誠一 | 古谷徹          |
| 挿入歌 | 「」（130話）（武天老師的教導）        | 吉田健美 | 菊池俊輔 | 神保正明 | 宮內幸平        |

## 各話列表
第1次尋找七龍珠篇
| 話數 | 標題                | 原標題 | 劇本     | 导演              | 作畫導演   | 美術     |
| ---- | ------------------- | ------ | -------- | ----------------- | ---------- | -------- |
| 01   | 布瑪與孫悟空        |        | 平野靖士 | 岡崎稔            | 前田實     | 辻忠直   |
| 02   | 唉呀呀呀~!球不見了! |        | 井上敏樹 | 西尾大介          | 竹内留吉   | 伊藤英治 |
| 03   | 龜仙人的筋斗雲      |        | 照井啓司 | 竹之内和久        | 内山正幸   | 辻忠直   |
| 04   | 搶人妖怪烏龍        |        | 島田満   | 岡崎稔            | 前田實     | 池田祐二 |
| 05   | 強大邪惡沙漠的飲茶  |        | 小山高男 | 西尾大介          | 海老澤幸男 | 辻忠直   |
| 06   | 深夜的拜訪者        |        | 平野靖士 | 竹之内和久        | 内山正幸   | 池田祐二 |
| 07   | 炸麵包山的牛魔王    |        | 井上敏樹 | 遠藤克己 上田芳裕 | 進藤滿尾   | 辻忠直   |
| 08   | 龜仙人的龜派氣功    |        | 照井啓司 | 有迫俊彦 上田芳裕 | 前田實     | 池田祐二 |
| 09   | 兔子頭目的絕招      |        | 島田満   | 岡崎稔            | 前田實     | 辻忠直   |
| 10   | 龍珠被奪!!          |        | 小山高男 | 竹之内和久        | 竹内留吉   | 池田祐二 |
| 11   | 龍終於出現了!       |        | 平野靖士 | 西尾大介          | 内山正幸   | 辻忠直   |
| 12   | 向神龍許願          |        | 井上敏樹 | 有迫俊彦 上田芳裕 | 海老澤幸男 | 池田祐二 |
| 13   | 悟空的大變身        |        | 照井啓司 | 永丘昭典 佐藤豐   | 進藤滿尾   | 池田祐二 |

行篇
| 標題 | 標題                | 原標題 | 劇本     | 导演                | 作畫導演   | 美術              |
| ---- | ------------------- | ------ | -------- | ------------------- | ---------- | ----------------- |
| 14   | 悟空的競爭者?上場!! |        | 照井啓司 | 竹之内和久          | 青嶋克己   | 伊藤岩光          |
| 15   | 奇妙的女孩蘭琪      |        | 井上敏樹 | 岡崎稔              | 前田實     | 池田祐二 山元健生 |
| 16   | 修業・尋找石頭        |        | 平野靖士 | 西尾大介            | 内山正幸   | 伊藤岩光          |
| 17   | 拼了命!送牛奶       |        | 小山高男 | 佐藤豐              | 進藤滿尾   | 池田祐二          |
| 18   | 龜仙流的嚴苛業      |        | 照井啓司 | 海老澤幸男 上田芳裕 | 海老澤幸男 | 池田祐二 山元健生 |

第21回天下第一武道會篇
| 標題 | 標題                     | 原標題 | 劇本     | 导演                    | 作畫導演   | 美術              |
| ---- | ------------------------ | ------ | -------- | ----------------------- | ---------- | ----------------- |
| 19   | 天下第一武道會開鑼       |        | 井上敏樹 | 竹之内和久              | 竹内留吉   | 伊藤岩光          |
| 20   | 出現了!修業的威力          |        | 平野靖士 | 西尾大介                | 内山正幸   | 池田祐二          |
| 21   | 危險!無限                |        | 照井啓司 | いわなみはるき 上田芳裕 | 青嶋克己   | 伊藤岩光          |
| 22   | 飲茶 vs. 成龍            |        | 小山高男 | 岡崎稔                  | 前田實     | 池田祐二          |
| 23   | 出現了!強敵基藍          |        | 井上敏樹 | 西尾大介                | 内山正幸   | 伊藤岩光          |
| 24   | 無限拼死的大攻防戰       |        | 平野靖士 | 竹之内和久              | 進藤滿尾   | 池田祐二 山元健生 |
| 25   | 悟空注意!恐怖的天空X字拳 |        | 照井啓司 | いわなみはるき 上田芳裕 | 海老澤幸男 | 伊藤岩光          |
| 26   | 決勝戰!!龜派氣功         |        | 照井啓司 | 上田芳裕                | 竹内留吉   | 山元健生          |
| 27   | 悟空・最大的危機         |        | 平野靖士 | 竹之内和久              | 内山正幸   | 伊藤岩光          |
| 28   | 激烈衝突!!力量對力量     |        | 島田滿   | 西尾大介                | 青嶋克己   | 山元健生          |

紅緞帶軍篇
| 標題 | 標題                         | 原標題 | 劇本         | 导演                  | 作畫導演   | 美術              |
| ---- | ---------------------------- | ------ | ------------ | --------------------- | ---------- | ----------------- |
| 29   | 再次冒險 沙漠的湖泊          |        | 小山高男     | 岡崎稔                | 前田實     | 伊藤岩光          |
| 30   | 比拉夫與神秘軍團             |        | 照井啓司     | 竹之内和久            | 進藤滿尾   | 池田祐二 山元健生 |
| 31   | 咦咦!假悟空出現              |        | 平野靖士     | 西尾大介              | 内山正幸   | 伊藤岩光          |
| 32   | 消失了!?空中要塞             |        | 照井啓司     | 上田芳裕              | 竹内留吉   | 山元健生          |
| 33   | 龍的傳說                     |        | 井上敏樹     | 竹之内和久            | 海老澤幸男 | 伊藤岩光          |
| 34   | 無情的紅緞帶                 |        | 照井啓司     | 上田芳裕              | 内山正幸   | 山元健生          |
| 35   | 北方少女蘇諾                 |        | 照井啓司     | 西尾大介              | 青嶋克己   | 伊藤岩光          |
| 36   | 馬斯魯塔的恐怖               |        | 照井啓司     | 岡崎稔                | 前田實     | 山元健生          |
| 37   | 忍者村崎登場                 |        | 島田滿       | 竹之内和久            | 進藤滿尾   | 伊藤岩光          |
| 38   | 恐怖!!分身術                 |        | 丸尾未步丸尾 | 遠藤勇二              | 内山正幸   | 山元健生          |
| 39   | 神秘的人造人8號              |        | 照井啓司     | 竹之内和久            | 海老澤幸男 | 伊藤岩光          |
| 40   | 怎麼辦悟空!!戰慄的布魯       |        | 島田滿       | 上田芳裕              | 竹内留吉   | 山本善之          |
| 41   | 馬斯魯塔的末日               |        | 丸尾未步     | 竹之内和久            | 内山正幸   | 山元健生          |
| 42   | 千鈞一髮!阿8加油             |        | 照井啓司     | 岡崎稔                | 進藤滿尾   | 金島邦夫          |
| 43   | 西之都的布馬家!              |        | 照井啓司     | 上田芳裕              | 竹内留吉   | 山元健生          |
| 44   | 悟空與朋友危機四起           |        | 島田滿       | 竹之内和久            | 内山正幸   | 山元健生          |
| 45   | 注意!空中陷阱                |        | 島田滿       | 今澤哲男 竹之内和久   | 海老澤幸男 | 山元健生          |
| 46   | 布瑪的大失敗                 |        | 丸尾未步     | 竹之内和久            | 内山正幸   | 山元健生          |
| 47   | 龜仙屋被發現!!               |        | 照井啓司     | 遠藤勇二              | 進藤滿尾   | 伊藤岩光          |
| 48   | 布魯將軍開始攻擊!!           |        | 井上敏樹     | 上田芳裕              | 竹内留吉   | 山元健生          |
| 49   | 蘭琪的危機                   |        | 平野靖士     | 東野竜夫 竹之内和久   | 内山正幸   | 伊藤岩光          |
| 50   | 海盜們的陷阱                 |        | 井上敏樹     | 岡崎稔                | 前田實     | 山元健生          |
| 51   | 海底巡邏者                   |        | 照井啓司     | 竹之内和久            | 青嶋克己   | 伊藤岩光          |
| 52   | 太棒了!發現寶物              |        | 井上敏樹     | 上田芳裕              | 内山正幸   | 山元健生          |
| 53   | 恐怖的光之眼                 |        | 島田滿       | 西尾大介              | 進藤滿尾   | 山元健生          |
| 54   | 逃呀逃呀!!大逃脫             |        | 照井啓司     | 竹之内和久            | 内山正幸   | 高田茂祝          |
| 55   | 追!企鵝村                    |        | 島田滿       | 上田芳裕              | 竹内留吉   | 山元健生          |
| 56   | 嗚哇哇~!阿菈蕾坐筋斗雲       |        | 井上敏樹     | 海老澤幸男 竹之内和久 | 海老澤幸男 | 高田茂祝          |
| 57   | 對決!阿菈蕾 vs. 布魯         |        | 照井啓司     | 岡崎稔                | 前田實     | 山元健生          |
| 58   | 魔境的聖地卡林               |        | 井上敏樹     | 西尾大介              | 内山正幸   | 高田茂祝          |
| 59   | 來了!世界第一的刺客 "桃白白" |        | 照井啓司     | 竹之内和久            | 青嶋克己   | 山元健生          |
| 60   | 勝負!!龜派氣功 vs. 洞洞波    |        | 照井啓司     | 西尾大介              | 進藤滿尾   | 高田茂祝          |
| 61   | 卡林塔的卡林神               |        | 島田滿       | 上田芳裕              | 竹内留吉   | 山元健生          |
| 62   | 結果是!?超聖水的功效         |        | 島田滿       | 竹之内和久            | 内山正幸   | 高田茂祝          |
| 63   | 孫悟空的反擊                 |        | 照井啓司     | 海老澤幸男 上田芳裕   | 海老澤幸男 | 山元健生          |
| 64   | 最後的桃白白                 |        | 雪室俊一     | 岡崎稔                | 前田實     | 高田茂祝          |
| 65   | 悟空去吧!突擊開始            |        | 井上敏樹     | 西尾大介              | 内山正幸   | 山元健生          |
| 66   | 紅緞帶軍必死的攻防           |        | 照井啓司     | 竹之内和久            | 青嶋克己   | 伊藤岩光          |
| 67   | 雷德統帥死了!!               |        | 平野靖士     | 西尾大介              | 進藤滿尾   | 高田茂祝          |
| 68   | 最後的龍珠                   |        | 雪室俊一     | 上田芳裕              | 竹内留吉   | 山元健生          |

占卜婆婆的戰士・比拉夫的對決
| 標題 | 標題                | 原標題 | 劇本     | 导演                      | 作畫導演   | 美術              |
| ---- | ------------------- | ------ | -------- | ------------------------- | ---------- | ----------------- |
| 69   | 可愛嗎!?占卜婆婆    |        | 島田滿   | 竹之内和久                | 内山正幸   | 高田茂祝 池田祐二 |
| 70   | 突擊!我們五人戰士   |        | 照井啓司 | いわなみはるき 上田芳裕   | 海老澤幸男 | 山元健生          |
| 71   | 拼死的大流血戰      |        | 雪室俊一 | 岡崎稔                    | 前田實     | 山口俊和          |
| 72   | 悟空上場!惡魔的廁所 |        | 井上敏樹 | 竹之内和久                | 内山正幸   | 高田茂祝          |
| 73   | 必殺惡魔光是!?      |        | 平野靖士 | 上田芳裕                  | 青嶋克己   | 山元健生          |
| 74   | 神秘的第五名男子    |        | 宮崎博子 | いわなみはるき 竹之内和久 | 進藤滿尾   | 山元健生          |
| 75   | 激烈衝突!!強敵同志  |        | 島田滿   | 上田芳裕                  | 竹内留吉   | 高田茂祝 山元健生 |
| 76   | 面具男的真面目!?    |        | 平野靖士 | 岡崎稔                    | 小原太一郎 | 山口俊和          |
| 77   | 比拉夫大作戰        |        | 井上敏樹 | 竹之内和久                | 海老澤幸男 | 山元健生          |
| 78   | 神龍再現            |        | 照井啓司 | 上田芳裕                  | 内山正幸   | 高田茂祝          |

悟空單獨行篇（原創動畫）
| 標題 | 標題                           | 原標題 | 劇本          | 导演       | 作畫導演   | 美術     |
| ---- | ------------------------------ | ------ | ------------- | ---------- | ---------- | -------- |
| 79   | 金角跟銀角的吃人葫蘆           |        | 照井啓司      | 竹之内和久 | 進藤滿尾   | 山元健生 |
| 80   | 不得以的御前比賽!悟空 vs. 天龍 |        | 井上敏樹      | 上田芳裕   | 小原太一郎 | 高田茂祝 |
| 81   | 悟空・前進魔界                 |        | 島田滿 井手敬 | 西尾大介   | 海老澤幸男 | 高田茂祝 |
| 82   | 怪獸豬鹿蝶                     |        | 雪室俊一      | 岡崎稔     | 前田實     | 山元健生 |
| 83   | 悟空快點!天下第一武道會        |        | 平野靖士      | 有迫俊彦   | 竹内留吉   | 山元健生 |

第22回天下第一武道會篇
| 標題 | 標題                        | 原標題 | 劇本              | 导演              | 作畫導演   | 美術     |
| ---- | --------------------------- | ------ | ----------------- | ----------------- | ---------- | -------- |
| 84   | 目標武道天下第一!!          |        | 照井啓司          | 岡崎稔            | 内山正幸   | 高田茂祝 |
| 85   | 獲勝晉級喔!!預賽倖存戰      |        | 井上敏樹          | 楠田悟 西尾大介   | 内山正幸   | 山元健生 |
| 86   | 決定!!8人的勇者們           |        | 照井啓司          | 竹之内和久        | 海老澤幸男 | 高田茂祝 |
| 87   | 對決!!飲茶 vs. 天津飯       |        | 雪室俊一          | 上田芳裕          | 内山正幸   | 山元健生 |
| 88   | 上吧 飲茶!恐怖的敵人天津飯  |        | 井上敏樹          | 西尾大介          | 進藤滿尾   | 高田茂祝 |
| 89   | 恐怖!!滿月的恨              |        | 島田滿            | 岡崎稔            | 前田實     | 高田茂祝 |
| 90   | 唉呀呀!!竟然是 洞洞波       |        | 雪室俊一          | 上田芳裕          | 竹内留吉   | 山元健生 |
| 91   | 逆轉!!克林的8點大作戰       |        | 井上敏樹          | 西尾大介          | 内山正幸   | 山元健生 |
| 92   | 久等了!孫悟空參上!!         |        | 照井啓司          | 竹之内和久        | 海老澤幸男 | 高田茂祝 |
| 93   | 實力伯仲!!天津飯 vs. Jacky  |        | 小山高男 荒川稔久 | 西尾大介          | 内山正幸   | 山元健生 |
| 94   | 咦咦咦!!新鶴仙流・太陽拳    |        | 照井啓司          | 上田芳裕          | 竹内留吉   | 高田茂祝 |
| 95   | FIGHT!!悟空 vs. 克林        |        | 島田滿            | 竹之内和久        | 進藤滿尾   | 山元健生 |
| 96   | 難到說悟空!?克林的大作戰    |        | 雪室俊一          | 西尾大介          | 内山正幸   | 高田茂祝 |
| 97   | 決勝!!到底 武道天下第一是!? |        | 照井啓司          | 岡崎稔            | 前田實     | 山元健生 |
| 98   | 秘技・排球拳 vs. 戰鬥力量   |        | 由木義文          | 上田芳裕          | 小原太一郎 | 高田茂祝 |
| 99   | 天津飯的苦惱!!              |        | 井上敏樹          | 楠田悟 竹之内和久 | 海老澤幸男 | 山元健生 |
| 100  | 生或死!?最後的手段          |        | 照井啓司          | 青嶋克己 橋本光夫 | 青嶋克己   | 高田茂祝 |
| 101  | 武道會結束!然後…!!          |        | 島田滿            | 西尾大介          | 内山正幸   | 山元健生 |

比克大魔王篇
| 標題 | 標題                       | 副標題 | 劇本       | 导演                  | 作畫導演   | 美術              |
| ---- | -------------------------- | ------ | ---------- | --------------------- | ---------- | ----------------- |
| 102  | 克林之死・恐怖的陰謀!!     |        | 照井啓司   | 竹之内和久            | 竹内留吉   | 山元健生          |
| 103  | 比克大魔王的恐怖           |        | 井上敏樹   | 上田芳裕              | 進藤滿尾   | 高田茂祝          |
| 104  | 孫悟空復活!!               |        | 照井啓司   | 岡崎稔                | 前田實     | 山元健生          |
| 105  | 怪男兒・亞奇洛貝登場       |        | 島田滿     | 楠田悟 上田芳裕       | 内山正幸   | 高田茂祝          |
| 106  | 魔獸・丹巴林來了!!         |        | 井上敏樹   | 海老澤幸男 竹之内和久 | 海老澤幸男 | 山元健生          |
| 107  | 孫悟空・怒氣爆發!!         |        | 照井啓司   | 西尾大介              | 青嶋克己   | 高田茂祝          |
| 108  | 比克大魔王・親自出馬!!     |        | 雪室俊一   | 上田芳裕              | 竹内留吉   | 山元健生          |
| 109  | 孫悟空對比克大魔王         |        | 丸尾未步   | 竹之内和久            | 内山正幸   | 高田茂祝          |
| 110  | 加油!孫悟空!!              |        | 島田滿     | 楠田悟 西尾大介       | 進藤滿尾   | 山元健生          |
| 111  | 龜仙人最後的魔封波!!       |        | 照井啓司   | 西尾大介              | 内山正幸   | 高田茂祝          |
| 112  | 能恢復年輕嗎!?比克大魔王   |        | 井上敏樹   | 岡崎稔                | 前田實     | 山元健生          |
| 113  | 凱斯魯王的攻防!!           |        | 島田滿     | 竹之内和久            | 海老澤幸男 | 高田茂祝          |
| 114  | 悟空的願望!!卡林神也苦惱   |        | 雪室俊一   | 上田芳裕              | 進藤滿尾   | 山元健生          |
| 115  | 到手!神秘的超神水          |        | 島田滿     | 楠田悟 西尾大介       | 内山正幸   | 高田茂祝          |
| 116  | 龜仙人還活著!?             |        | 島田滿     | 西尾大介              | 竹内留吉   | 高田茂祝 山元健生 |
| 117  | 孫悟空終於前進!!           |        | 照井啓司   | 青嶋克己 橋本光夫     | 青嶋克己   | 山元健生          |
| 118  | 天津飯的決心!!             |        | 井上敏樹   | 上田芳裕              | 内山正幸   | 山元健生          |
| 119  | 定勝負了嗎!?傳說中的魔封波 |        | 照井啓司   | 岡崎稔                | 前田實     | 高田茂祝          |
| 120  | 悟空・憤怒的Full Power!!   |        | 照井啓司   | 海老澤幸男 橋本光夫   | 内山正幸   | 山元健生          |
| 121  | 孫悟空 最大的危機!!        |        | 照井啓司   | 上田芳裕              | 進藤滿尾   | 高田茂祝          |
| 122  | 最後的賭注!!               |        | 五月はじめ | 岡崎稔                | 竹内留吉   | 山元健生          |

神殿行篇
| 標題 | 標題                | 原標題 | 劇本       | 导演                | 作畫導演   | 美術              |
| ---- | ------------------- | ------ | ---------- | ------------------- | ---------- | ----------------- |
| 123  | 如意棒的秘密        |        | 照井啓司   | 葛西治 上田芳裕     | 内山正幸   | 高田茂祝 山元健生 |
| 124  | 雲端上的神殿        |        | 井上敏樹   | 佐藤豐 橋本光夫     | 海老澤幸男 | 山元健生          |
| 125  | 神登場!!            |        | 菅良幸     | 岡崎稔              | 前田實     | 高田茂祝          |
| 126  | 復甦的神龍!!        |        | 照井啓司   | 上田芳裕            | 青嶋克己   | 山元健生          |
| 127  | 快如閃電!!          |        | 菅良幸     | 葛西治 上田芳裕     | 内山正幸   | 高田茂祝          |
| 128  | 像天空一樣寂靜      |        | 照井啓司   | 楠田悟 橋本光夫     | 進藤滿尾   | 山元健生          |
| 129  | 墜入時空中的悟空    |        | 井上敏樹   | 上田芳裕            | 竹内留吉   | 高田茂祝          |
| 130  | 悟空的敵人是…悟空!? |        | 五月はじめ | 西尾大介 橋本光夫   | 内山正幸   | 山元健生          |
| 131  | 朝著各自的目標前進  |        | 照井啓司   | 海老澤幸男 橋本光夫 | 海老澤幸男 | 高田茂祝          |
| 132  | 比岩漿還熱          |        | 小山高生   | 岡崎稔              | 前田實     | 山元健生          |

第23回天下第一武道會篇
| 標題 | 標題                        | 原標題 | 劇本       | 导演       | 作畫導演   | 美術              |
| ---- | --------------------------- | ------ | ---------- | ---------- | ---------- | ----------------- |
| 133  | 暴風前的再會                |        | 小山高生   | 上田芳裕   | 青嶋克己   | 高田茂祝          |
| 134  | 暗潮洶湧的天下第一武道會    |        | 小山高生   | 竹之内和久 | 内山正幸   | 山元健生          |
| 135  | 被選中的8人                 |        | 照井啓司   | 橋本光夫   | 進藤滿尾   | 高田茂祝 山元健生 |
| 136  | 殺手 桃白白的反擊           |        | 照井啓司   | 竹之内和久 | 竹内留吉   | 山元健生          |
| 137  | 孫悟空的結婚                |        | 島田滿     | 上田芳裕   | 内山正幸   | 高田茂祝          |
| 138  | 神秘男子・仙                |        | 井上敏樹   | 西尾大介   | 海老澤幸男 | 山元健生          |
| 139  | 再次激鬥!悟空 vs. 天津飯    |        | 五月はじめ | 岡崎稔     | 前田實     | 高田茂祝          |
| 140  | 真正的實力                  |        | 照井啓司   | 葛西治     | 内山正幸   | 山元健生          |
| 141  | 四個天津飯                  |        | 井上敏樹   | 葛西治     | 青嶋克己   | 高田茂祝          |
| 142  | 誰比較強!?神 vs. 比克大魔王 |        | 五月はじめ | 竹之内和久 | 進藤滿尾   | 山元健生          |
| 143  | 賭上這個世界的命運!         |        | 小山高生   | 橋本光夫   | 竹内留吉   | 高田茂祝          |
| 144  | 出現了!究極的超龜派氣功     |        | 井上敏樹   | 西尾大介   | 内山正幸   | 山元健生          |
| 145  | 比克大魔王・超巨身術        |        | 照井啓司   | 上田芳裕   | 海老澤幸男 | 高田茂祝          |
| 146  | 孫悟空的陷阱                |        | 照井啓司   | 岡崎稔     | 前田實     | 山元健生          |
| 147  | 萬事休矣!!                  |        | 井上敏樹   | 竹之内和久 | 内山正幸   | 高田茂祝          |
| 148  | 成功了!地球最強的男人       |        | 小山高生   | 葛西治     | 青嶋克己   | 山元健生          |

結婚篇（原創動畫）
| 標題 | 標題                        | 原標題 | 劇本              | 导演       | 作畫導演   | 美術              |
| ---- | --------------------------- | ------ | ----------------- | ---------- | ---------- | ----------------- |
| 149  | 火焰中的結婚禮服            |        | 小山高生          | 西尾大介   | 進藤滿尾   | 高田茂祝          |
| 150  | 夢幻的火鳥                  |        | 照井啓司          | 上田芳裕   | 竹内留吉   | 山元健生          |
| 151  | 多虧了琪琪的新娘學習課程    |        | 小山高生 隅沢克之 | 竹之内和久 | 内山正幸   | 高田茂祝          |
| 152  | 快點悟空!五行山之謎         |        | 小山高生 隅沢克之 | 橋本光夫   | 海老澤幸男 | 高田茂祝 山元健生 |
| 153  | 燃燒的煎鍋山!一瞬間的生死行 |        | 小山高生          | 岡崎稔     | 前田實     | 高田茂祝 山元健生 |

## 爭議
對於誹謗事件，動畫師佐藤先生也在推特上發表作品遭受誹謗的想法：「關於這件事，因為已經是超過自己個人限度的誹謗言詞，請讓我公開他。這樣的發言，請您至少使用實名發表。最初畫著這個悟空，但是我不會追究的。為了得到這幅畫而排隊的粉絲們……將它視為垃圾的事。我想說的是動畫片七龍珠Z的原作是昭和時期的漫畫……。」「江口壽志君…你平常安靜著，突然間說話了，讓我有點反應不來。那不是你的作品啦，對你而言……你都無視著，看吧，你看ピエール都哭了…」「給大家添麻煩了，謝謝你的諒解。」「啊！不會再畫了，對畫工有自信的人來說是30多年前專心致力於七龍珠動畫作品製作的結果。因為自己也以成為美大的寫實畫家為目標的關係。但是想要模仿鳥山老師的畫風，果然這個目標還是有一定困難和高度。即使不相似，只要畫的不離譜，無論如何一定有接近原作的方式吧……」「不單單只有我自己，這件事完全波及到其他舊版龍珠動畫系列的全體工作人員，特別是動畫師，所以我覺得不管如何，我一定要提出來。」“因為這次事件行動的人，對法律熟悉的朋友們都表示很氣憤……所有來自他們的推文都被發現、留作證據。大型企業·營利團體顧問律師的幾位朋友也提出了訴訟。是『3年以內徒刑與罰款50萬』！好吧，我停止了，也許我該好好研究法律這一塊。”「本来是写给我的儿子的（完全没有影响到儿子，但后来连20张都没写过）由于这次的事件，我因為龍珠已經很累了……正因为事情鬧的很大，所以受到很多衝擊，希望大家能够理解。」「實在是很抱歉，我不再畫龍珠，未來彼此多多關照。」「從西班牙回來的疲倦還沒消除，我不想追究。我想冷靜下來…… 關注此事的諸位，擾亂您們的思緒和時間，真的很抱歉。」「讓我說……那個時期的那幾年，龍珠動畫系列製作非常地嚴酷…但是即使作品哪裡做不好也不希望這種事發生。」“龙珠爱好者减少傷腦筋的是东映啊～我不是龙珠的宣传！我只是喜欢龙珠！所以作为理解原画的粉丝们的代表。我非常感谢至今仍然支持我的人。”

## 外部連結
- DRAGON BALL（動畫） （页面存档备份，存于）
- 互联网电影数据库（IMDb）上《七龍珠》的资料（英文）
- 七龍珠系列官方網站 （页面存档备份，存于）集英社（日語）
- 七龍珠漫畫官方網站 （页面存档备份，存于）集英社（日語）